# Liste der Bodendenkmale in Osterwieck
In der Liste der Bodendenkmale in Osterwieck sind alle Bodendenkmale der Stadt Osterwieck und ihrer Ortsteile aufgelistet. Grundlage ist die Auflistung von Johannes Schneider aus dem Jahr 1986 und die Veröffentlichung der Landesdenkmalliste mit Stand vom 25. Februar 2016. Die Baudenkmale sind in der Liste der Kulturdenkmale in Osterwieck aufgeführt.
| Denkmal-ID | Fundart             | Ortsteil              | Bezeichnung                                    | Zeitstellung                        | Lage                                                             | Bemerkungen | Bild            |
| ---------- | ------------------- | --------------------- | ---------------------------------------------- | ----------------------------------- | ---------------------------------------------------------------- | --- | --------------- |
| 428311004  | Befestigung > Burg  | Berßel                | eingeebnete Burganlage „Uhlenburg“             | Mittelalter                         | Ilseaue, Dorfwestrand (Lage)                                     | Weiträumiges Gelände nördlich und östlich von mehreren Entwässerungsgräben umgrenzt, es gäbe mehrere Möglichkeiten einer Befestigungsanlage. |                 |
| 428311005  | Befestigung > Wall  | Berßel                | Burghügel „Manassehügel“                       | undatiert                           | Ortskern (Lage)                                                  | Burghügel, ragt etwa 4–5 m deutlich aus dem bewaldeten Gelände heraus – Schloßpark | weitere Bilder: |
| 428311046  | Befestigung         | Dardesheim            | „Heiketaler Warte“                             | Mittelalter                         | 3,2 km südöstlich von Dardesheim (Lage)                          | sanierter Turm aus Muschelkalk, Maße etwa 6 × 6 × 15 m |                 |
| 428311039  | besonderer Stein    | Deersheim             | Opferplatte / Steintisch                       | undatiert                           | im Wald, 1 km süd-südwestlich vom Ort ()                         | Ursprünglich wurde der Stein als ‚altgermanische Opferplatte‘ bezeichnet. |                 |
| 428311009  | Grabmal > Grabhügel | Deersheim             | Grabhügel Goldknüel                            | undatiert                           | südöstlich vom Ort (Lage)                                        | kleines bewaldetes Areal im Feld, möglicherweise im westlichen angrenzenden Wäldchen weitere 11 Grabhügel |                 |
| 428311008  | Befestigung > Wall  | Deersheim             | Burgwall „Brüderberg“                          | undatiert                           | Spornlage, im Wald, südlich (Lage)                               | Am Denkmalbereich als „Schwedenschanze“ bezeichnet, prägt sich deutlich im Wald heraus, nutzt natürliche Hohenrücken im Norden und Süden. |                 |
| 428311010  | Grabmal             | Deersheim             | Gräberfeld, Siedlung, „Grandberg“              | undatiert                           | am Nordrand von Deersheim (Lage)                                 | Sandtagebau / heute Schießstand, nicht zugänglich |                 |
| 428311011  | Grabmal > Grabhügel | Deersheim             | Hügelgräberfeld                                | Bronzezeit                          | südlich im Wald (Lage)                                           | Areal großflächig umzäunt |                 |
| 428311012  | Grabmal             | Deersheim             | Gräberfeld                                     | Neolithikum                         | im „Bexheimer Holz“ (Lage)                                       | umzäunter Bereich im Forst |                 |
| 428311040  | Befestigung         | Deersheim             | Befestigung                                    | Bronzezeit                          | im Wald, 1,5 km süd-südwestlich vom Ort (Lage)                   | Umzäuntes Areal, von keiner Seite aus zugänglich. |                 |
| 428311022  | Befestigung > Burg  | Hessen                | überbaute Wasserburg, Schlossruine             | Mittelalter                         | im Ortskern (Lage)                                               | gepflegte Anlage mit Lustgarten im Nordbereich des Schlosses |                 |
| 428311026  | Befestigung > Burg  | Lüttgenrode           | Burganlage, überbaut                           | undatiert                           | Kloster und Gärtnerei, Spornlage, im Ort (Lage)                  | Überbaute Burganlage mit gut erhaltener/restaurierter (teilweise) Altbebauung |                 |
| 428311042  | Befestigung > Burg  | Osterwieck            | Burgreste „Kuppenburg“                         | undatiert                           | 1,2 km nördlich vom Ort ()                                       | |                 |
| 428311043  | Befestigung         | Osterwieck            | Turmreste „Hornwarte“, Landwehr „Alte Schanze“ | Mittelalter                         | 1,2 km süd-südwestlich vom Ort ()                                | Turmmauerreste an Südende der Landwehr in kleinem Hügel |                 |
| 428311028  | Wüstung             | Osterwieck            | Wüstung Westerbeck, Körpergräberfeld           | Mittelalter                         | Wüstung Westerbeck, westl. Stadtrand, nördliches Ilseufer ()     | keine Strukturen erkennbar |                 |
| ?          |                     | Osterwieck            | Körpergräberfeld                               | Römische Kaiserzeit und Mittelalter | Wüstung Westerbeck, westlicher Stadtrand, nördliches Ilseufer () | |                 |
| ?          |                     | Osterwieck            | Steinkreuz                                     |                                     | „Billigberg“, südlich des Orts (Lage)                            | |                 |
| 094 02445  |                     | Osterode am Fallstein | Steinkreuz                                     | 1763                                | oberhalb der Straße aus Richtung Berßel (Lage)                   | wird auch in der Liste der Kulturdenkmale in Osterwieck als Gedenkstein geführt |                 |
| 094 25497  |                     | Rohrsheim             | Steinkreuz, Sühnekreuz                         |                                     | Straße nach Dardesheim, südwestlich des Orts (Lage)              | wird auch in der Liste der Kulturdenkmale in Osterwieck als Gedenkstein geführt |                 |
| 428311033  | Befestigung > Burg  | Suderode              | Wasserburg                                     | undatiert                           | Südrand des Ortes (Lage)                                         | Sehr schöne Anlage mit umliegender Parkanlage und Angelteichen. Burganlage selbst ist „vermietet“ oder im Privatbesitz und somit im Inneren nur teilweise begehbar, Parkanlage selbst frei zugänglich. Umlaufender Wassergraben kennzeichnet das Areal. | weitere Bilder: |
| 428311034  | Befestigung > Burg  | Veltheim              | Burganlage „Garkenburg“                        | undatiert                           | im Südteil des Dorfes ()                                         | |                 |
| 428311038  | Befestigung > Burg  | Zilly                 | kastellartige Burganlage; Wasserburg           | undatiert                           | Südwest-Ecke des Ortes (Lage)                                    | Sehr schöne, gepflegte Burganlage, beherbergt Kita und Standesamt. Im Umfeld der Wasserburg, Wasserwirtschaftsanlage, Teiche, Quelle. |                 |